# Samuel Alexander
Samuel Alexander OM (6 de enero de 1859 - 13 de septiembre de 1938) fue un filósofo británico nacido en Australia. Fue el primer miembro judío de una universidad de Oxbridge.

## Primeros años
Alexander nació en lo que ahora es el centro comercial de Sídney en Australia. Fue el tercer hijo de Samuel Alexander, un próspero fabricante de sillas de montar, y de Eliza Sloman, ambos judíos. Su padre murió poco antes de su nacimiento y su madre se mudó a Victoria en 1863 o 1864. Toda la familia se estableció en St. Kilda, donde Alexander ingresó a una escuela privada. En 1871, se matriculó en la Universidad de Wesley en Melbourne y, luego, en la Universidad de Melbourne.

## Obra
- Moral Order and Progress (1889)
- Locke (1908)
- Space, Time, and Deity (1920), Macmillan & Co., reimpreso en 1966 por Dover Publications, reimpreso en 2004 por Kessinger Publications: volumen I: ISBN 0-7661-8701-2 versión en línea, volumen II: ISBN 0-7661-8702-0 (Gifford Lectures)
- Spinoza and Time (1921)
- Art and the Material (1925)
- Beauty and Other Forms of Value (1933)
- Philosophical and Literary Pieces (1939), (póstumo)